# Kondensmilch

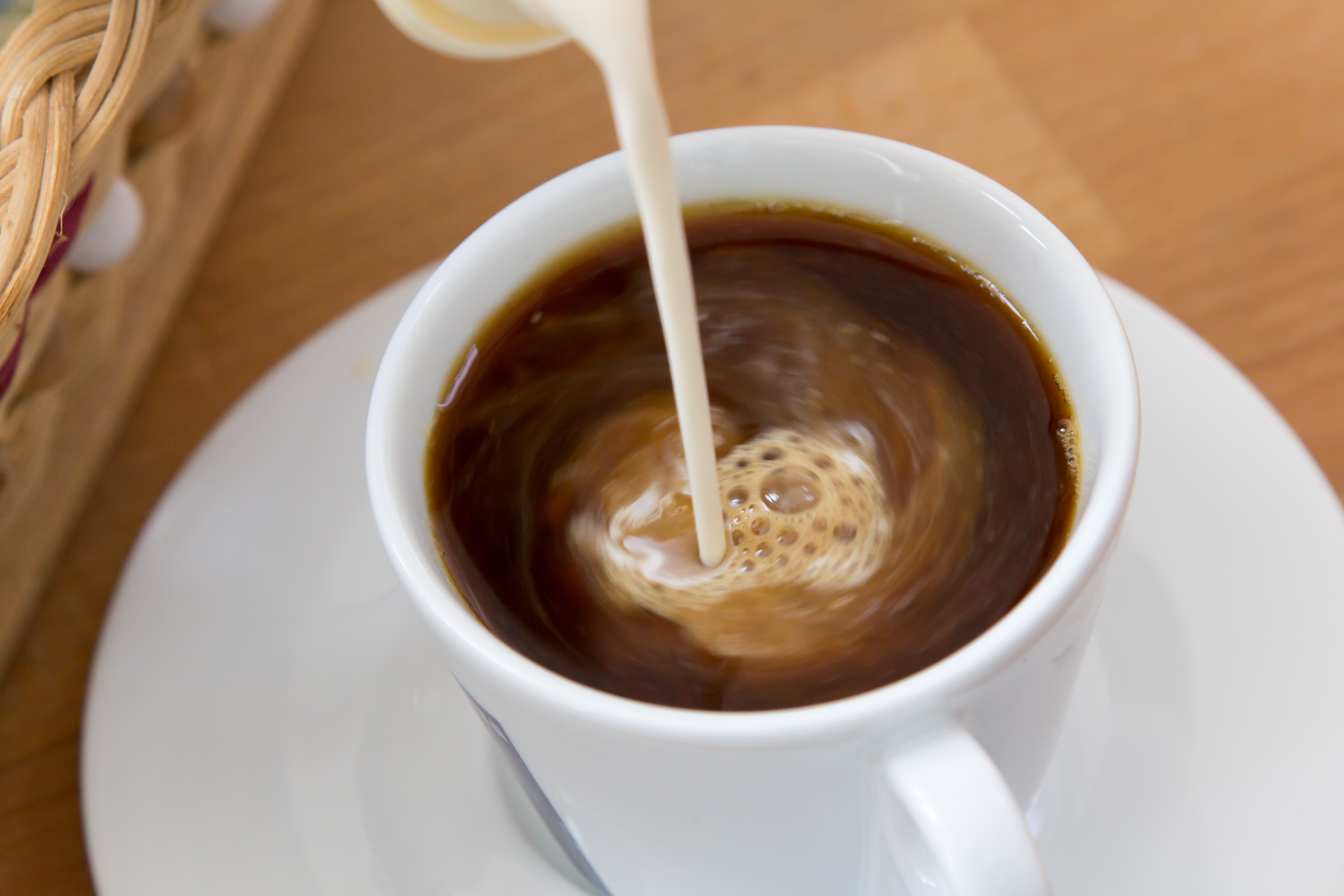
Kondensmilch im Kaffee

Kondensmilch oder evaporierte Kondensmilch, auch Dosenmilch oder Büchsenmilch genannt, wird aus Milch durch Reduktion des Wassergehaltes hergestellt. Sie wurde ab der Mitte des 19. Jahrhunderts als Konserve hergestellt und vertrieben, da frische Milch nur kurze Zeit gelagert werden konnte. Das ursprüngliche Herstellungsverfahren beinhaltete die Zuführung von bis zu 45 % Zucker nach dem eigentlichen Kondensierungsvorgang, wodurch die sehr dickflüssige gezuckerte Kondensmilch entstand. Später gelang die industrielle Herstellung ungezuckerter, ebenfalls haltbarer Kondensmilch, die bis heute vor allem als Zugabe in Filterkaffee oder Schwarztee genutzt wird.

## Herstellung

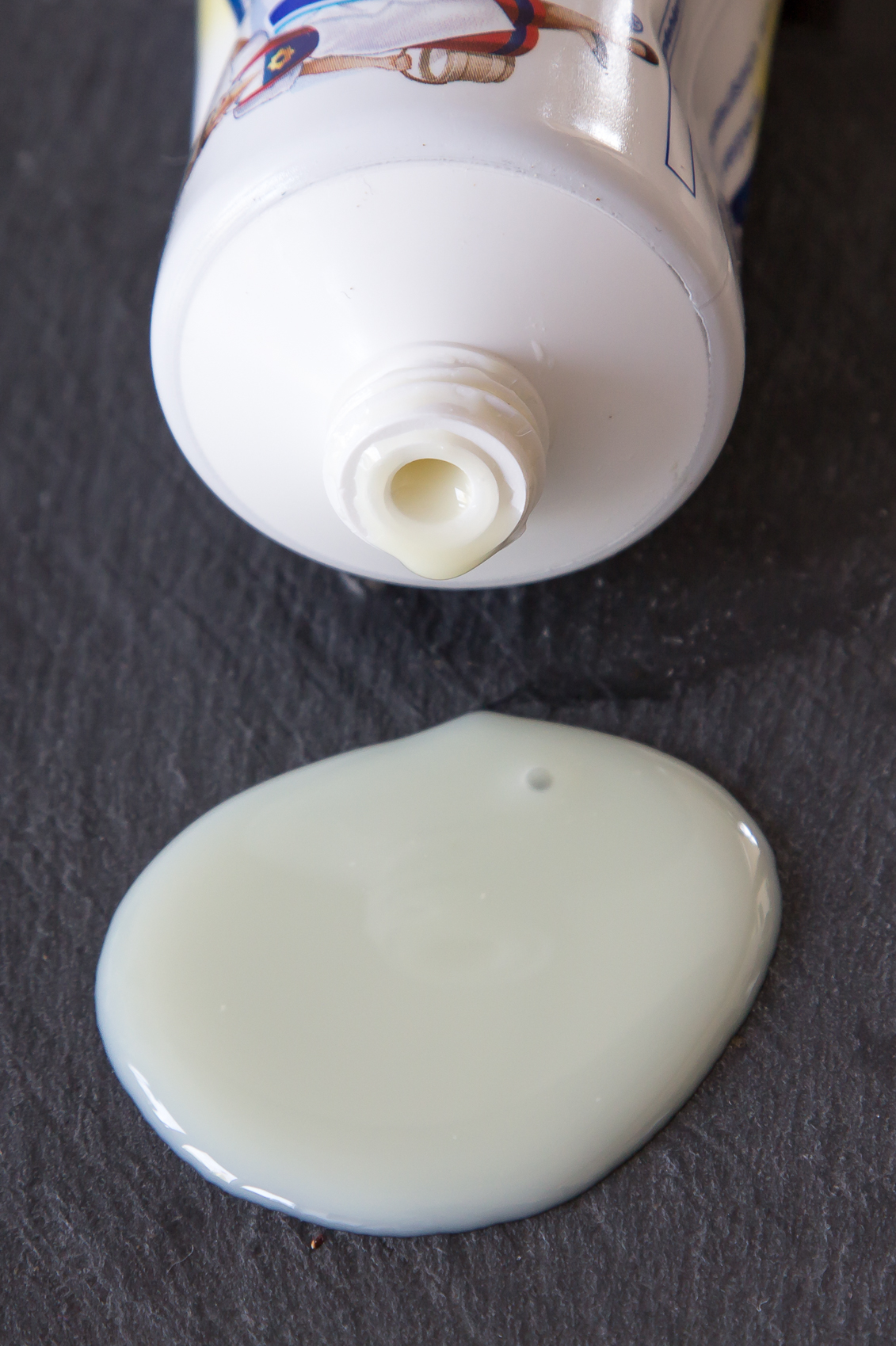
Gezuckerte Kondensmilch aus der Tube

Die Milch wird zur Keimabtötung und Albuminabscheidung für 10–25 Minuten auf 85–100 °C erhitzt und anschließend bei Unterdruck und 40–80 °C eingedickt, wobei rund 60 % des Wassers entzogen werden. Danach hat sie einen Fettgehalt von 4–10 % und eine fettfreie Trockenmasse von etwa 23 %. Nach der Homogenisierung wird sie in Dosen, Flaschen, Getränkekartons, Tuben oder Plastikportionspackungen abgefüllt und noch einmal sterilisiert. Sie ist danach sehr lange haltbar. Manchmal werden noch Vitamine und Stabilisatoren zugesetzt. Durch den Erhitzungsvorgang erhält die Milch eine leicht dunklere Farbe als frische Milch und einen schwachen Karamellgeschmack. Zum Öffnen der Dosen können Dosenlocher verwendet werden.
Bei der gezuckerten Variante wird nach dem Wasserentzug bis zu einer Konzentration von 45 % Zucker hinzugegeben, was ursprünglich zur Verhinderung des Bakterienwachstums notwendig war. Anschließend wird die gesüßte Kondensmilch gekühlt und mit Laktose versetzt. Gezuckerte Kondensmilch wird ebenfalls in Dosen, aber auch in Tuben abgefüllt. Um aus einer Tasse evaporierter Milch gezuckerte Kondensmilch zu erhalten, muss man ungefähr 1,25 Tassen Zucker zusetzen und unter Erhitzen darin lösen.

## Milchsorten

### Lebensmittelrecht in Deutschland
Die deutsche Milcherzeugnisverordnung unterscheidet in Anlage 1 zu § 1 Abs. 1 zwischen gezuckerten und ungezuckerten Kondensmilcherzeugnissen. Grundlage ist auch hier die Herstellung aus Milch, auch unter Zusatz von Sahne und Trockenmilcherzeugnissen, unter teilweisem Wasserentzug zur Eindickung und Wärmebehandlung zur Entkeimung. Erlaubt sind die Zugaben von Milchretentat, Milchpermeat und Laktose sowie der Entzug von Milchbestandteilen, jedoch nicht die Änderung des Verhältnisses von Molkeneiweiß zu Kasein in der standardisierten Milch. Zur Zuckerung dürfen Halbweißzucker, Weißzucker oder raffinierter Weißzucker eingesetzt werden. Unterschieden werden folgende Produktbezeichnungen hinsichtlich ihres Fettgehalts:
|                                        | Bezeichnung                                                                             | Fettgehalt in 100 Gewichtsteilen |
| -------------------------------------- | --------------------------------------------------------------------------------------- | -------------------------------- |
| ungezuckerte Kondensmilch- erzeugnisse | Kondensmilch mit hohem Fettgehalt (kondensierte Kaffeesahne)                            | mindestens 15,0                  |
| ungezuckerte Kondensmilch- erzeugnisse | Kondensmilch (kondensierte Vollmilch)                                                   | mindestens 7,5                   |
| ungezuckerte Kondensmilch- erzeugnisse | teilentrahmte Kondensmilch                                                              | mindestens 1,0 weniger als 7,5   |
| ungezuckerte Kondensmilch- erzeugnisse | Kondensmagermilch (kondensierte Magermilch)                                             | höchstens 1,0                    |
| gezuckerte Kondens- milcherzeugnisse   | gezuckerte Kondensmilch (gezuckerte kondensierte Vollmilch)                             | mindestens 8,0                   |
| gezuckerte Kondens- milcherzeugnisse   | gezuckerte teilentrahmte Kondensmilch (gezuckerte teilentrahmte kondensierte Vollmilch) | mindestens 1,0 weniger als 8,0   |
| gezuckerte Kondens- milcherzeugnisse   | gezuckerte Kondensmagermilch (gezuckerte kondensierte Magermilch)                       | höchstens 1,0                    |

### Andere Definitionen
In der Warenkunde, im Handel und beim Privatverbrauch sind weitere Definitionen üblich:
- Kondensmagermilch (mindestens 20 % Trockenmasse, bis zu 1 % Fett)
- teilentrahmte Kondensmilch (4,0 bis 4,5 % Fett)
- Kondensmilch (25 bis 33 % Trockenmasse, mindestens 7,5 % Fett)
- Kondenssahne aus Sahne (mindestens 26,5 % Trockenmasse, mindestens 15 % Fett)
- alle Fettstufen werden auch als gezuckerte Variante produziert

## Zusammensetzung und Brennwert
Alle Angaben in Gramm pro 100 Gramm:
| Bestandteil            | 7,5 % Fett | 10 % Fett | gezuckert  | Kondens- magermilch |
| ---------------------- | ---------- | --------- | ---------- | ------------------- |
| Wasser                 | 74,7       | 66,2      | 26,1       | 77,3                |
| Eiweiß                 | 6,5        | 8,8       | 8,2        | 8,2                 |
| Fett                   | 7,5        | 10,1      | 8,8        | 0,2                 |
| Kohlenhydrate          | 9,3        | 12,5      | 52,0       | 12,1                |
| Mineralstoffe          | 1,5        | 2,0       | 1,8        |                     |
| Brennwert in kJ (kcal) | 553 (132)  | 742 (177) | 1347 (320) | 353 (83)            |

## Geschichte
Reduzierte oder eingekochte Milch war schon vor der industriellen Herstellung bekannt, etwa als Khoa in Indien, das aus langsam eingekochter Vollmilch hergestellt wird und vorwiegend als Basis für Süßspeisen dient. Vergleichbar ist die aus Molke hergestellte Älplerschokolade oder Sig.
Als Erfinder der Kondensmilch in Dosen gilt der französische Konditor Nicolas Appert. Für seine besonderen Leistungen auf dem Gebiet der Konservierung von Obst wurde er 1810 mit einem Preis der französischen Regierung ausgezeichnet – verbunden mit der Auflage, ein Buch zu veröffentlichen. In diesem entwickelte er im selben Jahr die Idee der gleichartigen Konservierung von Milch in Dosen, was ihm schließlich 1827 erstmals gelang.
Der Amerikaner Gail Borden entwickelte als erster ein industrielles Verfahren zur Herstellung von Kondensmilch. Nach mehreren Fehlversuchen stieß er bei einer Shakergemeinde auf die Vakuumpfanne, die dort zur Zubereitung von Obst eingesetzt wurde. Erst seine dritte Fabrik in Wassaic im Bundesstaat New York konnte ein geeignetes Produkt erzielen. Das Patent zu diesem Verfahren wurde am 19. August 1856 erteilt. Im Jahre 1864 gründete Borden die New York Condensed Milk Company, die täglich 75.000 Liter gezuckerter Kondensmilch herstellte. Zehn Jahre später gründeten zwei Amerikaner die Anglo-Swiss Condensed Milk Company in Zürich, die 1905 mit Nestlé fusionierte.
Im Sezessionskrieg war gezuckerte Kondensmilch eine wichtige Notfallration, da eine normale 400-Gramm-Dose bis zu 5.500 kJ liefert. Rückkehrende Bürgerkriegssoldaten, denen sie das Leben gerettet hatte, machten sie zu einem großen Markterfolg, der im Jahre 1912 in einer Überproduktion endete. Der Hersteller Nestlé stieg erst 1911 in das Geschäft mit gezuckerter Kondensmilch ein und eröffnete die weltgrößte Fabrik in Australien. Einen weiteren Höhepunkt erlebte die Produktion während des Ersten Weltkrieges.
Die Erfindung von Kondensmilch ohne Zuckerzusatz ist 30 Jahre jünger als die der gezuckerten Variante. Der Erfinder ist der schweizstämmige Amerikaner John B. Meyenberg, der ein Verfahren bereits bei Anglo-Swiss in der Schweiz entwickelt hatte, aber dann mangels Unterstützung in die USA emigrierte und dort am 25. November 1885 ein Patent anmeldete. Am 14. Juni 1885 gründete er die Helvetia Milk Condensing Company (heute Pet Inc., Tochterfirma von General Mills). Das erste Produkt trug den Namen Highland Evaporated Cream.
Die ersten Produkte waren noch durch vorzeitige Verderbnis infolge von Bakterienbefall betroffen, was aber durch ein von Louis Latzer und Werner Schmidt entwickeltes Verfahren behoben werden konnte.
Meyenbergs Sohn (John P. Meyenberg) entwickelte 1934 ein Verfahren zur Evaporierung von Ziegenmilch für Kuhmilchallergiker.
In Deutschland wurde Kondensmilch erstmals 1886 von der Dresdner Pfunds Molkerei angeboten.

## Verwendung und Vermarktung
Die gezuckerten und ungezuckerten Varianten unterscheiden sich hinsichtlich ihrer Konsistenz und in Folge auch in ihrer Verwendung und weltweiten Verbreitung.

### Ungesüßte Kondensmilch
Ungesüßte Kondensmilch wird heute teils als Kochzutat etwa für Saucen oder Desserts, vor allem in Deutschland und den Niederlanden aber als Weißer zu Filterkaffee benutzt. In Deutschland stieg der Konsum nach dem Zweiten Weltkrieg stark an: In den 1950er Jahren verzehnfachte sich der Verbrauch an Dosenmilch. 95 Prozent der Verbraucher nutzten sie damals als Zutat für den Kaffee, ein Drittel der Verbraucher verwendete die Konserve für Salat, Saucen, Pudding und Kartoffelbrei. Geschätzt wurde zunächst die lange Haltbarkeit, später zunehmend der sahnige Geschmack und die angenehm empfundene Färbung des Kaffees. Auch die Werbung für das Produkt zielte erst auf praktische Vorteile eines haltbaren Lebensmittels als Ersatz für Milch ab, später wurden die Verkaufsargumente ästhetisiert und vor allem zum Kaffee die geschmacklich-sensorischen Vorzüge der Kondensmilch gegenüber profaner Milch hervorgehoben. Bekannte Marken im deutschsprachigen Raum sind Libby’s (ehemalig), Bärenmarke, Glücksklee (beide früher Nestlé, heute Hochwald), B&B (früher Niederlande, heute deutsche Vertriebsmarke) oder Immergut (DDR).

### Gezuckerte Kondensmilch
Gezuckerte Kondensmilch ist deutlich dickflüssiger als Kondensmilch ohne Zuckerzusatz. Aufgrund der zähflüssigen Konsistenz ist sie anders verwendbar, zum Beispiel als Brotaufstrich oder als Garnitur von Früchten oder Gebäck. In Deutschland ist gezuckerte Kondensmilch sowohl in Dosen als auch in Tuben erhältlich, etwa das unter dem Namen Milchmädchen vertriebene Produkt der Firma Nestlé.

### Verwendungsbeispiele

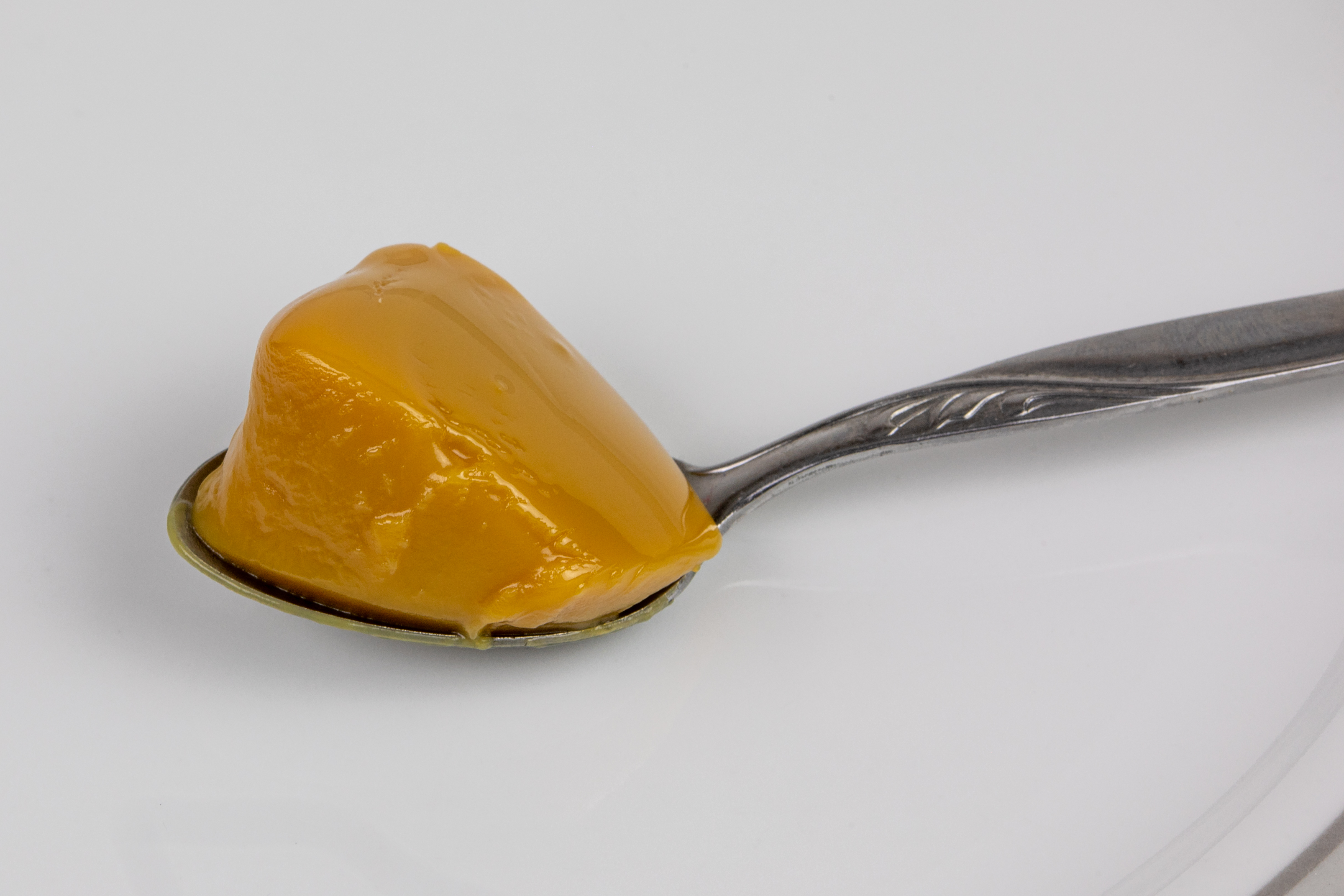
Gezuckerte Kondensmilch, nach russischer Art in der Dose gekocht und dadurch karamellisiert

- In Brasilien wird die gezuckerte Kondensmilch als Zusatz für die typischen Trüffel-Pralinen Brigadeiros und Gebäck wie Zitronenbaisertorte und Limettentorte verwendet.
- In Spanien wird eine dicke Schicht gezuckerter Kondensmilch unter starkem Kaffee als Café bombón getrunken.
- In Vietnam ist sie die typische Beigabe für den Vietnamesischen Kaffee (Cà phê sữa).
- In Schottland werden aus ihr die Tablets, auch Taiblets, hergestellt.
- In Russland wird auch „gekochte gezuckerte Kondensmilch“ verzehrt. Dazu wird eine Dose etwa 3–4 Stunden bei geringer Hitze im Wasserbad erhitzt. Dadurch karamellisiert der Zucker in der Milch und es entsteht eine Art Karamellcreme. Diese Art der Kondensmilch wird bereits seit der Sowjetzeit auch fertig hergestellt in Dosen angeboten, ebenso wie gezuckerte Kondensmilch mit Kakao-, Kaffee- oder Zichorien-Geschmack. All diese Varianten werden häufig zur Herstellung von Süßspeisen verwendet, wie Torten oder gefüllte Schichtwaffeln. Auch in Kuba ist es beliebt, die Dose anderthalb Stunden im Wasserbad zu kochen. Die daraus entstehende, karamellisierte, dunklere und noch dickere Kondensmilch wird umgangssprachlich als „fanguito“ bezeichnet und mit dem Löffel oder als Brotaufstrich verzehrt.[15]
- Im Spanisch sprechenden Südamerika wird die „gekochte gezuckerte Kondensmilch“ als Manjar blanco oder Dulce de leche bezeichnet und als süßer Brot- oder Gebäckaufstrich und in der Konditorei verwendet.
- In Indonesien ist die gezuckerte Kondensmilch Bestandteil eines dicken Pfannkuchens, der außerdem noch Schokolade und gemahlene Erdnüsse enthält (Martabak manis). In Malaysia heißt dasselbe Gericht Apam balik.
- In den USA ist sie wichtiger Bestandteil der Key Lime Pie.

Gezuckerte Kondensmilch war eine der ursprünglichen Zutaten für das von Maximilian Oskar Bircher-Benner entwickelte Birchermues (Bircher-Müesli). Um 1900 bestand bei der Verwendung von Frischmilch noch ein Risiko der Infektion mit Tuberkulose, was zu dieser Rezeptur beigetragen haben dürfte.

## Rückläufiger Verbrauch
Die Herstellung von Kondensmilch in Deutschland ist insgesamt rückläufig: 1999 wurden 563.760 Tonnen Kondensmilcherzeugnisse produziert, 2015 waren es nur noch 411.472 Tonnen. Besonders zurückgegangen ist die Produktion der Konserve mit 10 % Fettgehalt von 82.702 Tonnen (1999) zu 28.309 Tonnen (2015). Beliebtestes Produkt ist heute die Kondensmilch mit 7,5 % Fettgehalt, von der im Jahr 2015 192.266 Tonnen produziert wurden (1999: 344.157 Tonnen). Auch der Verbrauch in Österreich ist rückläufig: Pro Kopf wurden etwa in Österreich 1995 noch 2,4 Kilogramm Kondensmilch verbraucht, 2016 waren es nur noch 1,1 Kilogramm.